# Telekom praxis
Telekom praxis ist eine Fachzeitschrift für Themen rund um die Telekommunikationstechnik. Sie bietet damit sowohl Studienanfängern als auch professionellen Fachkräften ein Forum zum Informationsaustausch. Die Schwerpunkte der redaktionellen Berichterstattung liegen in der Entwicklung, Planung und Umsetzung von Datendiensten und beschreiben aktuelle Entwicklungen in diesen Bereichen.
Vornehmliche Adressaten der telekom praxis sind Entwickler und Techniker von TK-Netzbetreibern und -Dienstanbietern sowie Forschungseinrichtungen und Geräte- und Systemhersteller.

## Geschichte
Die telekom praxis wurde 1921 von Carl Westphal unter dem Namen Telegraphen-Praxis gegründet. Der damalige Lübecker Telegrafeninspektor versprach sich von der Fachzeitschrift einen regeren Erfahrungsaustausch unter den Fachkräften der Postverwaltung. Die Zeitschrift erschien in dem unter dem Namen seines Vaters firmierenden Franz Westphal Verlag.
Trotz der Anfang der 1920er Jahre vor ihrem Höhepunkt stehenden Inflation etablierte sich das Fachblatt schnell, nicht zuletzt wegen des 1922 in Angriff genommenen Ausbaus des Selbstwählfernsprechnetzes. Das dazu nötige Fachwissen fand vor allem über das Medium Zeitschrift Verbreitung, wovon auch die Telegraphen-Praxis profitierte.
In der Zeit des Nationalsozialismus war auch die Telegraphen-Praxis „gleichgeschaltet“. Im Jahr 1944 musste sie ihr Erscheinen einstellen, weil sie kriegsbedingt keine Papierzuteilung mehr erhielt. Nach dem Krieg gestaltete sich die Beschaffung der zur Veröffentlichung von Zeitschriften notwendigen Lizenz der britischen Besatzungsmacht schwierig, da sich der Verleger und Herausgeber Carl J. H. Westphal als prominenter Vertreter der völkisch orientierten Niederdeutschen Bewegung im Sinne des nationalsozialistischen Regimes betätigt hatte. Erst 1948 wurde die Lizenz erteilt und die Telegraphen-Praxis konnte unter dem neuen Namen Fernmelde-Praxis wieder erscheinen. Nach dem Tod Carl J. H. Westphals im Frühjahr 1958 wurde das Fachmagazin 1959 vom Berliner Fachverlag Schiele & Schön übernommen.
Dort avancierte die fernmelde praxis zum technischen Hausblatt der damals noch monopolisierten Bundespost, da sie vom Fernmeldetechnischen Zentralamt herausgegeben wurde. Ein privates öffentliches Fernmeldenetz gab es noch nicht, so dass das Fachmagazin ausschließlich innerhalb der Deutschen Bundespost sowie den ihr nahestehenden Behörden und Zulieferern rezipiert wurde.
Mit dem Wegfall der Monopole in den 1980er und 1990er Jahren sah sich die fernmelde praxis der Liberalisierung des Markts gegenüber, dem es sich anzupassen galt. Ein äußerliches Anzeichen dieses Wandels war die im Jahre 1990 vollzogene Namensänderung in telekom praxis. Auch inhaltlich passte sich das Fachblatt der neuen Vielfalt von Angeboten und Diensten an.

## Inhalte
Die telekom praxis ist spezialisiert auf aktuelle Themen rund um die elektronische Kommunikation. In diesen Zusammenhang wird in der Redaktion ein besonderer Augenmerk auf das Gebiet der Nachrichtentechnik gelegt, da diese seit der Gründung der Fachzeitschrift zu den zentralen Gegenständen der Berichterstattung zählt.
Regelmäßige Inhalte der telekom praxis sind die Entwicklung, die Planung, der Aufbau und der Betrieb von Netzen des Mobilfunks, der Breitbandkommunikation, des Rundfunks und Fernsehens, der Telefon- und Datendienst, der Vermittlungstechnik, der Funk-, Satelliten-, Mess- und Linientechnik sowie der Elektronik. Daneben stehen aber auch Ergebnisse aus der Anwenderforschung und technikbezogene Strategien sowie Ziele der Telekommunikations-Netzbetreiber im Fokus.
Die genannten Themen werden in folgende ständige Rubriken eingeordnet: Fokus, System, Insider, Perspektive. Zudem veröffentlicht die telekom praxis die Branche betreffende relevante Information zu Neuerungen und Terminen.